# Honschaft Laubach
Die Honschaft Laubach war vom Mittelalter bis zum 19. Jahrhundert eine Honschaft im Landgericht Mettmann des bergischen Amtes Mettmann.
Zu der Honschaft gehörten laut dem Schatz- und Lagerbuch des Amtes Mettmann im 17. und 18. Jahrhundert die Ortschaften und Wohnplätze „Adolffs Nenninghouen, Conrads Nenninghouen, Die Medtman, Burwinckel, Katers, Newßenberg, Holters Morp, Meurers Morp, Schorn boscher, Gathen, drey Burwinckels Kotten, Nipenberg, Pilsmorp, Stübenbergs Ilmen, Eydemshauß, Lathan, Quantenberger Kotten, Bolten Keul [?], schmitz Ilmen, Der freyadeliche Rittersitz Laubach, Der darzugehöriger Brückhoff, Ellershoff, Kosten, Nobbenhoff, Dömershoff, Hirnhauß, Stortelbeck sowie Mückenhoff“.
Im Zuge einer Verwaltungsreform innerhalb des Großherzogtums Berg wurde 1808 die Bürgermeisterei Mettmann gebildet, von der die Honschaft Laubach ein Teil wurde. Das Honschaftsgebiet gehörte infolgedessen im 19. Jahrhundert zur bergischen Bürgermeisterei Mettmann im Kreis Elberfeld des Regierungsbezirks Düsseldorf innerhalb der preußischen Rheinprovinz.
Die Statistik und Topographie des Regierungsbezirks Düsseldorf von 1832 listet die Ortschaften und Wohnplätze Am Eidamshaus, Burwinkel, Champagne, Dömershof, Ellershof, Freudenthal, Großnenninghoven, Haus Laubach, Herrenhaus, Karstein, Katers, Kraumenmorp, Niepenberg, Nobbenhof, Nösenberg, Nösenbergerhäuschen, Pilsmorp, Stollelbeck sowie Walkmühle.
Das Gebiet der Honschaft Laubach erstreckte sich über den Westen der Bürgermeisterei Mettmann, die seit 1846 eine Gemeinde gemäß der Gemeinde-Ordnung für die Rheinprovinz vom 23. Juli 1845 und seit 1856 eine Stadt gemäß der Rheinischen Städteordnung bildete. Heute erinnert noch der alte Gutshof Haus Laubach im Westen der Stadt Mettmann an die alte Honschaft.